# 니플헤임
니플헤임(고대 노르드어: Niflheimr→어둠의 세계, 안개의 세계)은 노르드 신화에 등장하는 장소이며, 니플헬 및 헬헤임과 동일시되기도 한다. "니플헤임"이라는 단어가 정확히 언급되는 것은 〈길피의 속임수〉와 〈오딘의 까마귀 주문가〉 둘 뿐이다.
니플헤임은 태고적부터 존재한 얼음과 냉기의 세계로, 얼어붙은 강이 아홉 개 있다. 〈길피의 속임수〉에 따르면 니플헤임은 창세 이전부터 존재한 두 세계 중 하나로, 다른 하나는 불의 세계인 무스펠스헤임이다. 이후 니플헤임의 냉기와 무스펠스헤임의 열기가 중간에서 만나 물을 형성한 것이 노르드 창세의 시작이다. 나중에 니플헤임은 로키의 딸 헬의 거주지가 되었으며, 영웅적인 죽음을 맞지 않은 인간들은 죽어서 니플헤임의 거주자가 된다.
"니플"(Nifl)은 아이슬란드어에선 nifl이라고 쓰며, 앵글로색슨어의 Nifol ("어둠"), 네덜란드어의 nevel 및 독일어의 nebel("안개")와 어원이 같은 것으로 보인다.

## 같이 보기
- 아스
- 긴눙가가프
- 굘
- 헬헤임
- 흐베르겔미르
- 니드호그
- 니플헬
- 게르만 신화의 신 목록